# Primera Divisió 2014/2015
Primera Divisió 2014/2015 var den 20:e säsongen av högstaligan i fotboll i Andorra. Ligan startade den 21 september 2014 och avslutades i april 2015. Titelförsvarande FC Santa Coloma tog sin andra raka mästartitel.

## Lag

### Städer
| Lag                   | Ort                    | Placering 2013/2014 |
| --------------------- | ---------------------- | ------------------- |
| Encamp                | Encamp                 | 6                   |
| Engordany             | Escaldes-Engordany     | 1 (U)               |
| Inter Club d'Escaldes | Escaldes-Engordany     | 7                   |
| Lusitanos             | Andorra la Vella       | 4                   |
| Ordino                | Ordino                 | 5                   |
| Sant Julià            | Sant Julià de Lòria    | 3                   |
| FC Santa Coloma       | Santa Coloma d'Andorra | 1                   |
| UE Santa Coloma       | Santa Coloma d'Andorra | 2                   |

### Personal och sponsorer
| Lag                   | Ordförande                 | Huvudtränare                | Kit-tillverkare | Tröjsponsor                        |
| --------------------- | -------------------------- | --------------------------- | --------------- | ---------------------------------- |
| Encamp                | Salvador Cervos Pia        | Oscar Guerrero Sancho       | Joma            |                                    |
| Engordany             | Gonzalo Donzion            | Joaquin Zurdo               | Joma            |                                    |
| Inter Club d'Escaldes | Antonio Colaço da Silva    | Jordi Perotes Belmonte      | Adidas          | Construccions Modernes & Seu Sport |
| Lusitanos             | António da Silva Cerqueira | Vicente Marques Gonzalez    | Peba            | La Posa                            |
| Ordino                | David Urrea Ribera         | Víctor Manuel Torres Mestre | Macron          | Assengurances Generals SA          |
| Ordino                | David Urrea Ribera         | Víctor Manuel Torres Mestre | Nike            | Assengurances Generals SA          |
| Sant Julià            | Albert Carnicé             | Raul Canete Lozano          | Element         | Les Barques                        |
| FC Santa Coloma       | Rafael Amat Escobar        | Richard Imbernon Rios       | Joma            |                                    |
| UE Santa Coloma       | Juan Antonio Antón Álvarez | Emiliano Gonzalez Arques    | Luanvi          | Seguretat Sepir                    |

## Tabeller

### Första rundan

#### Poängtabell
| Nr | Lag                   | S  | V  | O | F  | GM | IM | MS  | P  |
| -- | --------------------- | -- | -- | - | -- | -- | -- | --- | -- |
| 1  | FC Santa Coloma (RM)  | 14 | 10 | 1 | 3  | 53 | 7  | +46 | 31 |
| 2  | Lusitanos             | 14 | 10 | 1 | 3  | 45 | 17 | +28 | 31 |
| 3  | UE Santa Coloma       | 14 | 9  | 2 | 3  | 23 | 8  | +15 | 29 |
| 4  | Sant Julià            | 14 | 8  | 3 | 3  | 35 | 13 | +22 | 27 |
| 5  | Ordino                | 14 | 6  | 2 | 6  | 22 | 22 | 0   | 20 |
| 6  | Encamp                | 14 | 4  | 1 | 9  | 13 | 28 | −15 | 13 |
| 7  | Engordany             | 14 | 2  | 1 | 11 | 11 | 62 | −51 | 7  |
| 8  | Inter Club d'Escaldes | 14 | 1  | 1 | 12 | 7  | 52 | −45 | 4  |

#### Resultattabell
| Hemma \ Borta         | ENC | ENG | INT | LUS | ORD | SJ  | FCS | USE |
| Encamp                | —   | 2–3 | 3–1 | 0–6 | 1–0 | 0–1 | 0–3 | 1–0 |
| Engordany             | 0–3 | —   | 3–2 | 0–5 | 1–3 | 0–5 | 0–9 | 0–2 |
| Inter Club d'Escaldes | 1–1 | 2–0 | —   | 0–4 | 0–2 | 0–3 | 0–9 | 0–3 |
| Lusitanos             | 2–0 | 8–2 | 3–0 | —   | 7–1 | 3–2 | 2–1 | 1–2 |
| Ordino                | 4–1 | 2–2 | 3–1 | 1–2 | —   | 1–2 | 0–3 | 0–1 |
| Sant Julià            | 4–1 | 6–0 | 8–0 | 0–0 | 0–3 | —   | 2–2 | 1–1 |
| FC Santa Coloma       | 1–0 | 9–0 | 7–0 | 5–1 | 0–1 | 2–0 | —   | 2–0 |
| UE Santa Coloma       | 2–0 | 4–0 | 3–0 | 3–1 | 1–1 | 0–1 | 1–0 | —   |

### Andra rundan

#### Championship play-off
| Nr | Lag                  | S  | V  | O | F | GM | IM | MS  | P  |
| -- | -------------------- | -- | -- | - | - | -- | -- | --- | -- |
| 1  | FC Santa Coloma (RM) | 20 | 13 | 3 | 4 | 64 | 14 | +50 | 42 |
| 2  | Lusitanos            | 20 | 12 | 3 | 5 | 53 | 26 | +27 | 39 |
| 3  | UE Santa Coloma      | 20 | 12 | 2 | 6 | 33 | 17 | +16 | 38 |
| 4  | Sant Julià           | 20 | 9  | 5 | 6 | 41 | 23 | +18 | 32 |

| Hemma \ Borta   | LUS | SJ  | FCS | USE |
| Lusitanos       | —   | 1–1 | 1–2 | 0–3 |
| Sant Julià      | 0–1 | —   | 2–2 | 1–3 |
| FC Santa Coloma | 1–1 | 3–1 | —   | 3–1 |
| UE Santa Coloma | 2–4 | 0–1 | 1–0 | —   |

#### Nedflyttnings play-off
| Nr | Lag                   | S  | V  | O | F  | GM | IM | MS  | P  |
| -- | --------------------- | -- | -- | - | -- | -- | -- | --- | -- |
| 1  | Ordino                | 20 | 10 | 3 | 7  | 36 | 29 | +7  | 33 |
| 2  | Encamp                | 20 | 7  | 3 | 10 | 21 | 34 | −13 | 24 |
| 3  | Engordany             | 20 | 5  | 2 | 13 | 21 | 72 | −51 | 17 |
| 4  | Inter Club d'Escaldes | 20 | 1  | 1 | 18 | 9  | 63 | −54 | 4  |

| Hemma \ Borta         | ENC | ENG | INT | ORD |
| Encamp                | —   | 1–1 | 2–1 | 1–1 |
| Engordany             | 0–3 | —   | 3–0 | 2–5 |
| Inter Club d'Escaldes | 0–1 | 0–1 | —   | 1–2 |
| Ordino                | 3–0 | 1–3 | 2–0 | —   |

##### Nedflyttningskval
| Lag 1     | Totalt | Lag 2                   | Match 1 | Match 2 |
| --------- | ------ | ----------------------- | ------- | ------- |
| Engordany | 4–2    | Atlètic Club d'Escaldes | 2–1     | 2–1     |

Engordany spelar i Primera Divisió säsongen 2015/2016.

## Statistik

### Skytteligan
| Rank | Spelare              | Lag             | Mål |
| ---- | -------------------- | --------------- | --- |
| 1    | Cristian Martínez    | FC Santa Coloma | 20  |
| 2    | José Aguilar         | Lusitanos       | 10  |
| 3    | Bruninho             | Lusitanos       | 8   |
| 4    | Gabi Riera           | FC Santa Coloma | 7   |
| 5    | Luís Miguel dos Reis | Lusitanos       | 6   |
| 5    | Manuel Morlán        | Sant Julià      | 6   |
| 5    | Sebastián Varela     | Sant Julià      | 6   |
| 8    | Juanfer Laín         | FC Santa Coloma | 5   |
| 8    | Víctor Bernat        | UE Santa Coloma | 5   |
| 8    | Victor Rodríguez     | UE Santa Coloma | 5   |